# 阿聚尔
阿聚尔（法語：Azur，法語發音：[azyʁ] ⓘ）是法国朗德省的一个市镇，属于达克斯区。

## 地理
阿聚尔（43°47'56"N, 1°18'8"W）面积16.94 平方千米，位于法国新阿基坦大区朗德省，该省份为法国西南部沿海省份，是法國本土面积第二大的省，北起吉倫特省，西临大西洋，南至大西洋比利牛斯省，东临热尔省，东北与洛特-加龍省接壤。
与阿聚尔接壤的市镇（或旧市镇、城区）包括：莱昂、梅桑日、苏斯通。

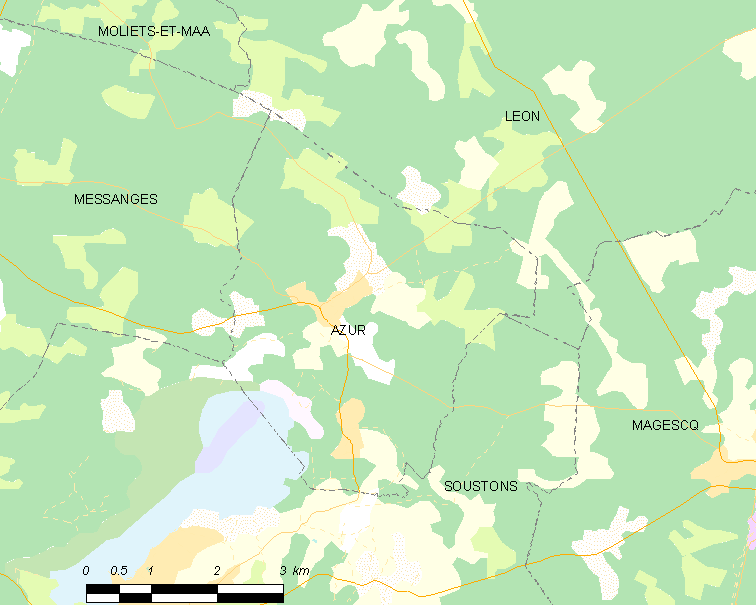
阿聚尔的OSM定位图

阿聚尔的时区为UTC+01:00、UTC+02:00（夏令时）。

## 行政
阿聚尔的邮政编码为40140，INSEE市镇编码为40021。

## 政治
阿聚尔所属的省级选区为马朗桑南县。

## 人口

1962-2008年间阿聚尔人口变化图示

阿聚尔于2022年1月1日时的人口数量为973人。